# عربی ظفاری
عربی ظفاری (انگلیسی: Dhofari Arabic) از گویش‌های عربی است که در شهر صلاله عمان و مناطق ساحلی اطراف آن در استان ظفار رواج دارد. عربی ظفاری برای جوامع عشایری و یکجانشین که در مناطق مذکور زندگی می‌کنند، یک زبان اول، زبان دوم یا زبان میانجی است.